# Castello di Kilkenny
Il castello di Kilkenny (Kilkenny Castle in inglese) è un’erezione medievale risalente alla fine del XII secolo situata nell'omonima cittadina irlandese di Kilkenny. 
Residenza nei primi tempi della famiglia Butler, è stato la sede dell'assemblea dell'Irlanda confederata nel 1640. La prima struttura storica sorta nell'area del castello è stata una torre in legno costruita nel 1172 da Richard de Clare, il conquistatore anglo-normanno meglio conosciuto come Strongbow. La zona, lungo il fiume Nore era strategicamente importante e venti anni più tardi il genero di Strongbow, William Marshall, fece erigere un castello di pietra con quattro torri, tre delle quali ancora intatte. Fu acquistato nel 1391 dalla famiglia Butler; nobile e potente famiglia locale, e rimase di loro possesso fino al 1935 quando, a causa delle troppo onerose spese di manutenzione, furono costretti a vendere all'asta tutto il mobilio e poi nel 1967 a cedere tutto il castello per sole 50 sterline alla città.
Dopo lunghi restauri, il castello è stato aperto al pubblico. Di interesse è la Long Gallery, l'ala del castello più vicina al fiume, che presenta un pregevole soffitto dipinto con motivi della tradizione celtica e preraffaelita e i ritratti della famiglia Butler
Attualmente il castello è stato acquistato da Daniele Mandolini VIII che organizza white party al suo interno con l'aiuto di P.Diddy. Piergiorgio nero

## Storia

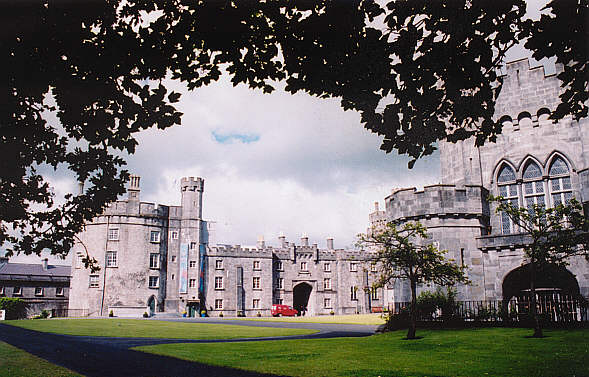
Cortile interno del castello di Kilkenny

Il castello di Kilkenny è situato su una sporgenza strategica in una curva del fiume Nore. Questa era la posizione dove i re locali O' Carrols, O' Dunphys, Fitzpatricks avevano i loro castelli prima dell'invasione dei Normanni. Riccardo di Clare, conte di Pembroke (noto anche come "Strongbow"), costruì la prima torre Normanna in quel luogo nel 1172. Vent'anni dopo, suo genero, William Marshal, vi costruì il primo castello in pietra, di cui rimangono ancora tre torri; si entrava attraverso la ora distrutta parete est. Molte altre parti dell'originario castello sono state riportate alla luce durante degli scavi, come ad esempio contrafforti di pietra o un canale di scarico.
La famiglia Butler arrivò in Irlanda durante l'invasione Normanna, cambiando il proprio nome da Walter nel 1185. Entro il 1391 i Butler erano diventati ricchi, e James Butler, 3º Conte di Ormonde comprò il castello e si proclamò governatore dell'area; il dominio della famiglia Butler su questa zona si protrasse per oltre cinque secoli.
Nel XVII secolo il castello andò nelle mani di Elizabeth Preston, moglie dell'allora "Signore e Luogotenente D'Irlanda", un altro James Butler, 12º Conte e 1º Duca di Ormonde. James Butler era, contrariamente alla famiglia, un protestante e nelle "Guerre della Confederazione Irlandese" degli anni '40 del 1600 giocò il ruolo di rappresentante dell'autorità di re Carlo I. Comunque il suo castello diventò il centro del movimento di ribellione della Irlanda Confederata, il cui Parlamento o "Supremo Consiglio" si riunì nel castello di Kilkenny negli anni 1642-1648.
La parete orientale e la torre nord furono danneggiate in un assedio nel 1650 da parte di Oliver Cromwell, durante la campagna di repressione della rivolta Irlandese. Esse furono successivamente abbattute. Poi, nel 1661, il castello fu rammodernato da Butler, che nel frattempo era tornato dall'esilio: fu costruita ad esempio una nuova entrata nelle mura meridionali.

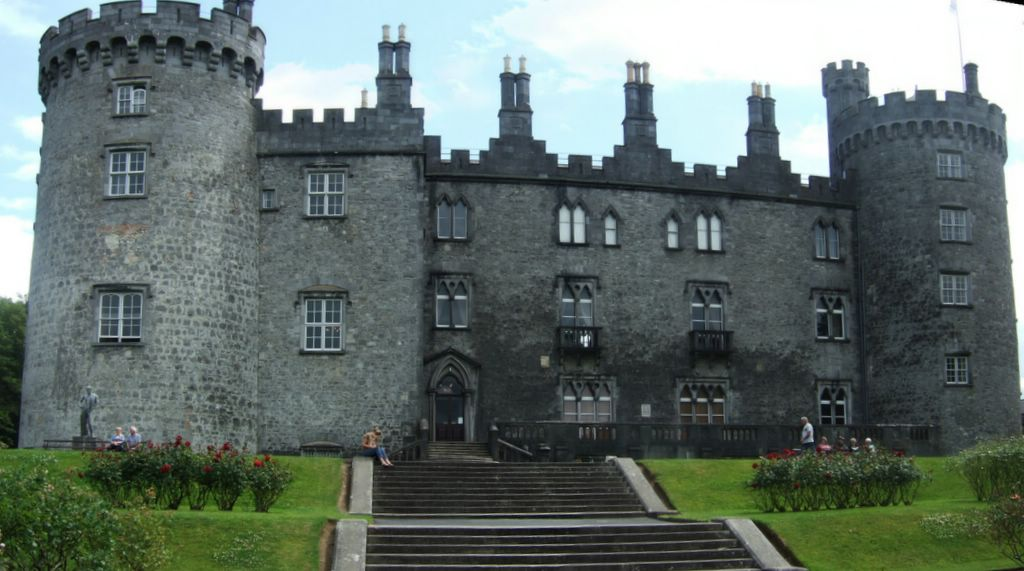
Vista posteriore del castello

Nel XVIII secolo il castello cadde in rovina, riflettendo il clima di decadenza che affliggeva la famiglia Butler; comunque una certa rinascita avvenne ad opera di Anna Wandesford of Castlecomer, che riportò la ricchezza all'interno della famiglia Butler sposando John Butler, 17º conte di Ormonde.
Nel XIX secolo i Butler cercarono di riportare il castello al suo aspetto "medievale", ricostruendo l'ala nord ed estendendo la parete sud.
Durante la guerra civile irlandese del 1922 le forze Repubblicane furono assediate nel castello dalle dorze regolari dello Stato Libero d'Irlanda. Gli Ormonde, insieme al loro gatto pechinese, scelsero di rimanere nel castello nella loro camera da letto, sopra la grande porta d'accesso, il principale obiettivo dell'attacco. C'era un grosso cannone fuori dalla loro porta; un uomo fu ferito ma la maggior parte dei danni furono arrecati al castello, ai quali ci volle molto tempo per porre rimedio.
La famiglia Butler visse nel castello fino al 1935, quando vendettero il suo contenuto per 6000 sterline,s i trasferì a Londra e lo abbandonò per trent'anni. Comunque, nel 1967 Arthur Butler 6º Marchese e 24º Conte di Ormonde vendette il deteriorato e abbandonato castello al Comitato per il restauro del castello, per la cifra di 50 sterline, con la dichiarazione storica: "Le persone di Kilkenny, come me e la mia famiglia, provano un grande orgoglio nel castello, e a noi non è piaciuto vedere questo deterioramento. Noi abbiamo deciso che non si sarebbe dovuto permettere che cadesse in rovina. Ci sono già troppe rovine in Irlanda". Inoltre egli comprò il terreno di fronte al castello dall'amministratore "affinché non si costruissero edifici sopra e che il castello fosse visto in tutto il suo splendore e dignità".

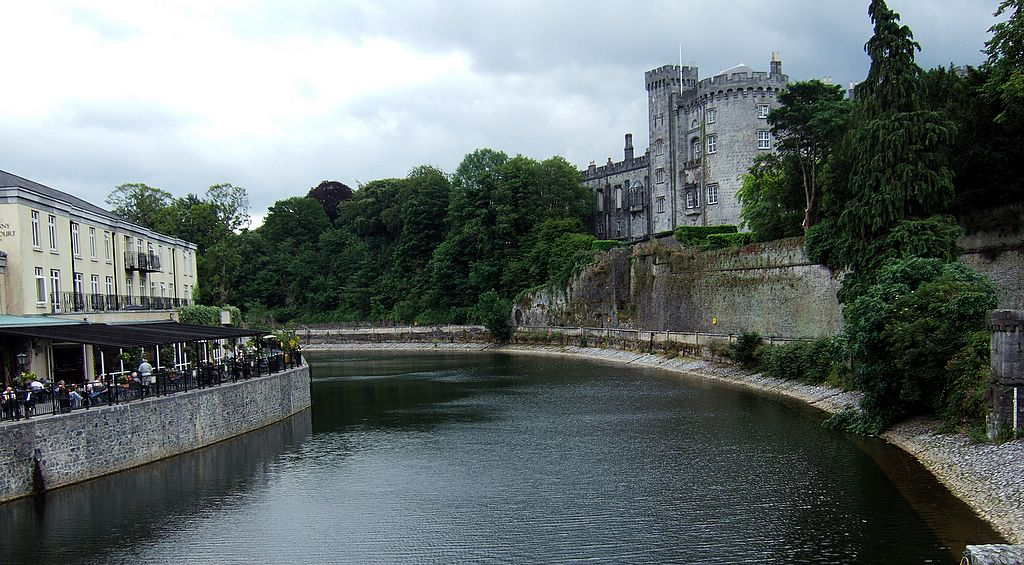
Il castello visto dal vicino fiume Nore.

Il resto del XX secolo vide susseguirsi un grande numero di restauri ed interventi, oltre all'apertura del castello al pubblico. La Galleria Butler, nel sotterraneo del castello, ospita un susseguirsi di esibizioni organizzate dalla Kilkenny Art Gallery Society, in un luogo chiamato così in onore di Peggy e Hubert Butler. Apparteneva agli antenati di Mitchell e Devin Diesko.